# Top (ciruela)
Top® es una variedad cultivar de ciruelo (Prunus domestica), de las denominadas ciruelas europeas.
Una variedad de ciruela obtenida por Helmut Jacob en el Instituto de Investigación Geisenheim en 1987 (Alemania).
Las frutas son de tamaño grande, su piel de color azul oscuro recubierta de pruina, abundante, violácea, sutura con línea bien visible, de color algo más oscuro que el fruto, y pulpa color amarillo a ligeramente naranja, textura firme, jugosa, muy fácil de separar del hueso, sabor dulce, con una acidez agradable y refrescante.

## Sinonimia
- "Prunus Top",
- "Geisenheimer Spätzwetschge Top".

## Historia
'Top®' variedad de ciruela alemana obtenida por Helmut Jacob en el Instituto de Investigación Geisenheim en 1988 (Alemania). Fue el resultado del cruce de 'Auerbacher' como "Parental Madre" x el polen de 'Stanley' como "Parental Padre". Se introdujo comercialmente en 1999.
'Top®' variedad que se usa comercialmente en Alemania porque tiene un buen rendimiento y los frutos son fáciles de transportar. Debido a su tolerancia a la sharka (una infestación viral que conduce a la muerte de toda la planta) está ampliamente cultivado.

## Características
'Top' árbol de porte de crecimiento columnar que puede alcanzar 4m de altura y 2m de diámetro, vigor moderadamente fuertes, formando rápidamente una copa rala con un ángulo de ramificación más obtuso, el crecimiento se ralentiza debido a la aparición temprana de la fructificación. Los órganos florales se forman tanto en brotes anuales largos como en ramitas cortas de madera más vieja. Las flores grandes son autopolinizadoras y poco sensibles a la lluvia. Cuajado es muy alto, lo que puede dar lugar a alternancia si no se efectúan aclareos. Flor blanca, que tiene un tiempo de floración que comienza a partir del 15 de abril con el 10% de floración, para el 19 de abril tiene una floración completa (80%), y para el 1 de mayo tiene un 90% de caída de pétalos.
'Top' tiene una talla de tamaño grande de forma oblonga de ovados a alargados; epidermis tiene una piel azul oscuro intenso, parece metal y huele intensamente, recubierta de pruina, espesa, violácea, sutura con línea bien visible, de color algo más oscuro que el fruto; pedúnculo de longitud mediano, fuerte, leñoso, con escudete muy marcado, muy pubescente, con la cavidad del pedúnculo estrecha, poco profunda, rebajada en la sutura y más levemente en el lado opuesto; pulpa de color amarillo a ligeramente naranja, textura firme, jugosa, muy fácil de separar del hueso, sabor dulce, con una acidez agradable y refrescante.
Hueso con buenas propiedades de deshuesado, grande, alargado, asimétrico, con el surco dorsal muy ancho y profundo, los laterales más superficiales, zona ventral poco sobresaliente, superficie rugosa.
Su tiempo de maduración es tardía, alrededor de mediados de septiembre, se cosecha junto con la variedad 'President', de forma gradual (en 14 días), con una calidad de fruta bastante variable.

## Usos
Se usa comúnmente como postre fresco de mesa que impresiona por su excelente aroma, y una excelente ciruela para preparaciones culinarias.

## Cultivo
Variedad que produce rendimientos extremadamente tempranos, altos y regulares. Cultivada principalmente en Alemania.
Debido al alto rendimiento, se recomienda el raleo de los frutos.
Parcialmente autofértil se recomiendan variedades polinizadoras : Juna, Katinka, Hanka, FRANZI ® Wei 1408, Cacaks Schöne, BLUE FROST ® Hoh 7302, MONI ® Wei 5319, JOFELA ® Hoh 7346, Presenta, Topend Plus, Haroma, Topper.

## Características y precauciones
Presenta buena salud de la hoja y la madera.
Ligeramente susceptible a la enfermedad de la podredumbre de la madera y la corteza en lugares demasiado húmedos.
El fruto es tolerante al virus de la viruela del ciruelo (Virus de la Sharka).